# Kabinett Vera Cruz
Das Kabinett Vera Cruz war die 11. Regierung São Tomé und Príncipes, auf portugiesisch die XI Governo Constitucional de São Tomé e Príncipe. Diese Regierung des afrikanischen Inselstaates São Tomé und Príncipe wurde am 21. April 2006 von Premierminister Tomé Vera Cruz gebildet. Im Kabinett waren Vertreter der beiden Wahlbündnispartner PCD und MDFM beteiligt, die in den Parlamentswahlen 2006 23 der 55 Sitze in der Assembleia Nacional errungen. Als die Minderheitsregierung in der Haushaltsdebatte 2008 keine Mehrheit finden konnte, trat Vera Cruz mit seinem Kabinett am 14. Februar 2008 zurück. Die PCD und MDFM konnten eine neue Regierung bilden, indem sie sich an der von Patrice Trovoada geführten ADI am ersten Kabinett Trovoadas beteiligten.
Dem Kabinett gehörten folgende Minister an:
| Amt                                                                                  | Amtsinhaber                                     |
| ------------------------------------------------------------------------------------ | ----------------------------------------------- |
| Premierminister                                                                      | Tomé Vera Cruz                                  |
| Stellvertretende Premierministerin (2006 bis 2007)                                   | Maria dos Santos Tebus Torres                   |
| Minister für Verteidigung und innere Ordnung                                         | Oberstleutnant Oscar Aguiar Sacramento de Sousa |
| Wirtschaftsministerin                                                                | Cristina Dias                                   |
| Ministerin für Bildung, Kultur, Jugend und Sport                                     | Maria de Fatima Leite de Sousa Almeida          |
| Minister für Auswärtiges und Zusammenarbeit                                          | Carlos Gustavo                                  |
| Minister für Justiz und Parlamentsangelegenheiten                                    | Justino Tavares da Veiga                        |
| Ministerin für Arbeit, Solidarität, Frauen und Familien                              | Maria de Cristo Carvalho                        |
| Gesundheitsminister                                                                  | Arlindo Afonso de Carvalho                      |
| Minister für natürliche Ressourcen und Umwelt                                        | Manuel Marcal da Cruz Lima                      |
| Minister für öffentliche Verwaltung, staatliche Reformen und territoriale Verwaltung | Armindo Vaz Rodrigues Aguiar                    |
| Minister für öffentliche Arbeiten und Infrastruktur                                  | Delfim Neves                                    |
| Minister für soziale Kommunikation und regionale Integration                         | Tomé Vera Cruz                                  |
| Ministerin für Planung und Finanzen                                                  | Maria dos Santos Tebus Torres                   |

## Weblink
- Government of Sao Tome & Principe in AfDevInfo (Archivversion vom 20. Mai 2012)